# Estadio Haradski
El estadio Haradski (en bielorruso: Гарадскі стадыён, en ruso: Городской стадион; literalmente "El estadio de la ciudad") es un estadio multiusos de la ciudad de Borisov, Bielorrusia. El estadio fue inaugurado en 1963 y se usaba, principalmente, para partidos de fútbol, especialmente para los del antiguo club local, el BATE Borisov, hasta que se desplazaron al Borisov Arena. Tiene una capacidad máxima de 5402 espectadores

## Uso internacional

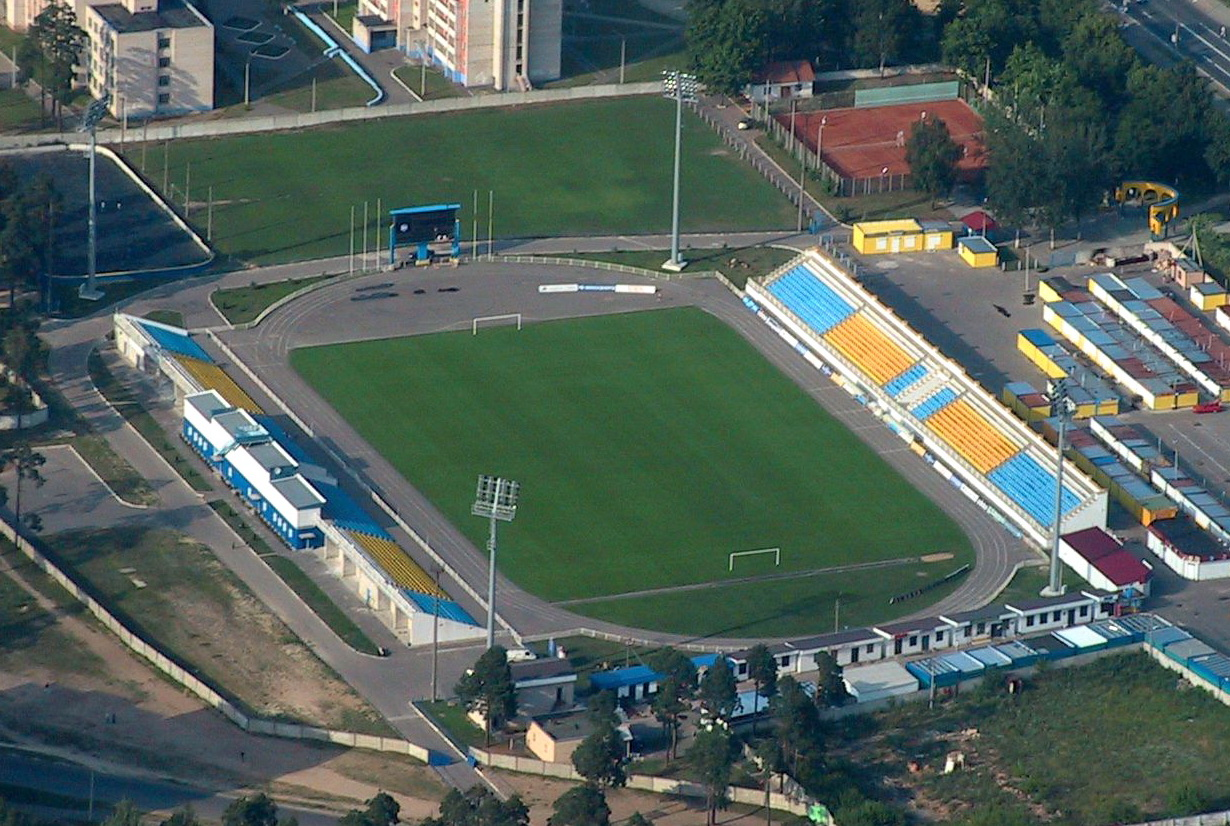
Vista aérea del estadio.

El estadio cumple los requerimientos necesarios para poder albergar partidos hasta la tercera ronda clasificatoria de la UEFA Champions League y hasta la ronda de los play-offs de la UEFA Europa League. Si el BATE Borisov alcanzara rondas más altas, necesitaría usar otro estadio que cumpliera esos requisitos (como por ejemplo el Estadio Dinamo en Minsk). En 2010, este estadio fue usado por el FC Torpedo Zhodino en la segunda ronda clasificatoria de la Europa League. 
Desde 1998, el estadio ha sido usado por la Selección sub-21 de Bielorrusia como estadio local, aunque esta haya jugado ocasionalmente en otros estadios. También fue usado por la Selección de fútbol de Bielorrusia en una ocasión, para disputar un partido amistoso contra la Selección de Moldavia (partido que acabaría 2-2).
Ante la imposibilidad de usar este estadio en fase de grupos de la UEFA Champions League el club inauguró en mayo de 2014 su nuevo estadio el Borisov Arena con capacidad para 12 000 espectadores.